# UniFavela
UniFavela Semeando o Ensino Popular é uma instituição socioeducativa de ensino pré-vestibular localizada no bairro da Maré, zona norte da cidade do Rio de Janeiro, que atua no enfrentamento de barreiras para o acesso de estudantes de baixa renda a universidades públicas. Seu lema é "Semeando o Ensino Popular". Foi fundada por Laerte Breno e, em maio de 2023, já havia beneficiado 100 alunos, tendo aprovado 25 deles em vestibulares.

## História
O projeto foi idealizado em 2018 após pesquisa informal e vivência in loco que indicaram a Laerte que, entre jovens de periferia, a primeira barreira de acesso à universidade é a pouca informação sobre ensino superior e sobre a possibilidade de acessá-lo por meio do Exame Nacional do Ensino Médio (Enem). A segunda barreira é o preparo para obter boas notas no Enem.
A UniFavela iniciou as atividades informalmente, quando Breno e Arley Sena do Nascimento reuniram-se para ajudar outra amiga que se preparava para o vestibular e alguns amigos dela. Em poucos dias, o grupo era de 15 alunos, se reunindo na Lona Cultural Herbert Vianna. Depois se mudaram para a laje da casa de um dos estudantes (onde tinham apenas um quadro branco apoiado em tijolos e ministravam aulas de Química, História, Física e Redação) e dali para uma sede própria "para que os próprios moradores do Complexo passem a olhar o ambiente de estudo como algo profissional, apesar da gratuidade". Com dificuldades para pagar o aluguel e sem parcerias, Breno enviou mensagens nas redes sociais de vários famosos, pedindo ajuda. Fábio Porchat apoia a UniFavela até hoje. Em 2019, tornou-se projeto de extensão da UFRJ.
O período da Pandemia de COVID-19 no Brasil foi especialmente desafiador, pois os alunos não tinham internet para estudar em casa. Nesse período, em 2020, teve apoio do Projeto 4G Pra Estudar.

A UniFavela possui biblioteca (com autores como Carolina Maria de Jesus e Franz Fanon), realiza projetos com crianças (UniLetrinhas e Brinque Leitura) e seminários a distância (como o Ciclo de Formação com a UFRJ).
Todos os 10 alunos preparados na primeira turma do cursinho [quando ainda funcionavam na laje da casa de um dos estudantes] foram aprovados em universidades públicas.

## Equipe
Em maio de 2023, eram 35 voluntários e 5 setores: Pedagógico, Comunicação Institucional, Desenvolvimento Institucional, Financeiro, Gestão de Patrimônio e Jurídico. Todos os professores são voluntários, a grande maioria mulheres, e muitos moram em outras áreas de favela e subúrbios. Dentre os voluntários que estão na instituição ou passaram por lá estão: Victória Versari (Literatura), Alexandre Lima de Silva Moura (Matemática) e Gisele Lima.

## Prêmios e reconhecimentos
- 2022 - 2023 - incentivo financeiro do Instituto Philantropia Inteligene[1]
- 2022 - Prêmio Sim à Igualdade Racial, na categoria "Educação e Oportunidades"[27][28]
- 2021 - Prêmio Iberoamericano em Educação e Direitos Humanos, na categoria B: "educação em direitos humanos realizada por organizações da sociedade civil"[4][29]
- 2021 - programa Bolsa Carolina Maria de Jesus, R$ 200,00 por seis meses para estudantes em situação de vulnerabilidade (dos cinco estudantes, três foram aprovados em vestibulares)[13][30]
- 2020 - beneficiada pelo Projeto 4G Pra Estudar[25]
- 2019 - parceria com o Instituto Vida Real[25]
- 2019 - edital RUA converteu o UniFavela em projeto de extensão da UFRJ[13]

## Links
- Site
- Instagram
- Facebook